# Сяндемская Успенская пустынь
Ся́ндемская Успе́нская пу́стынь (до 1917 года также — Афанасьево-Сяндебская пустынь) — женский монастырь Петрозаводской епархии Русской православной церкви, расположенный вблизи села Сяндеба Олонецкого района Республики Карелии, у Рощинского (Банного, или Кюлюярви) и Сяндебского озёр.

## История
Обитель основана во второй половине XVI века учеником преподобного Александра Свирского — преподобным Афанасием Сяндемским по благословению новгородского архиепископа Пимена и была мужской. Первоначально на берегу озера Сянзе (Сянде, или Сяндебского) им была выстроена церковь во имя Святой Живоначальной Троицы и восемь келий, где жили десятеро монахов. Местные жители, вначале недовольные появлением монастыря, пожаловались архиепископу, что Афанасий Сяндемский построил монастырь якобы на землях новгородского архиерейского дома, и на время он ушёл из обители в Александро-Свирский монастырь.
В 1577 году обитель получила жалованную грамоту митрополита новгородского Александра, которая закрепила землю за монастырём, и Афанасий Сяндемский вернулся обратно в монастырь, где прожил до смерти и был погребён на одном из мысов Рощинского озера.
Во время Ливонской войны в 1582 году монастырь подвергся нападению шведов — была сожжена Троицкая церковь и убит новый игумен. Согласно книгам 1628—1629 годов в монастыре были заново отстроенная Троицкая церковь, три кельи, в которых проживали строитель монастыря Иосиф и семь старцев, а также был скотный двор.

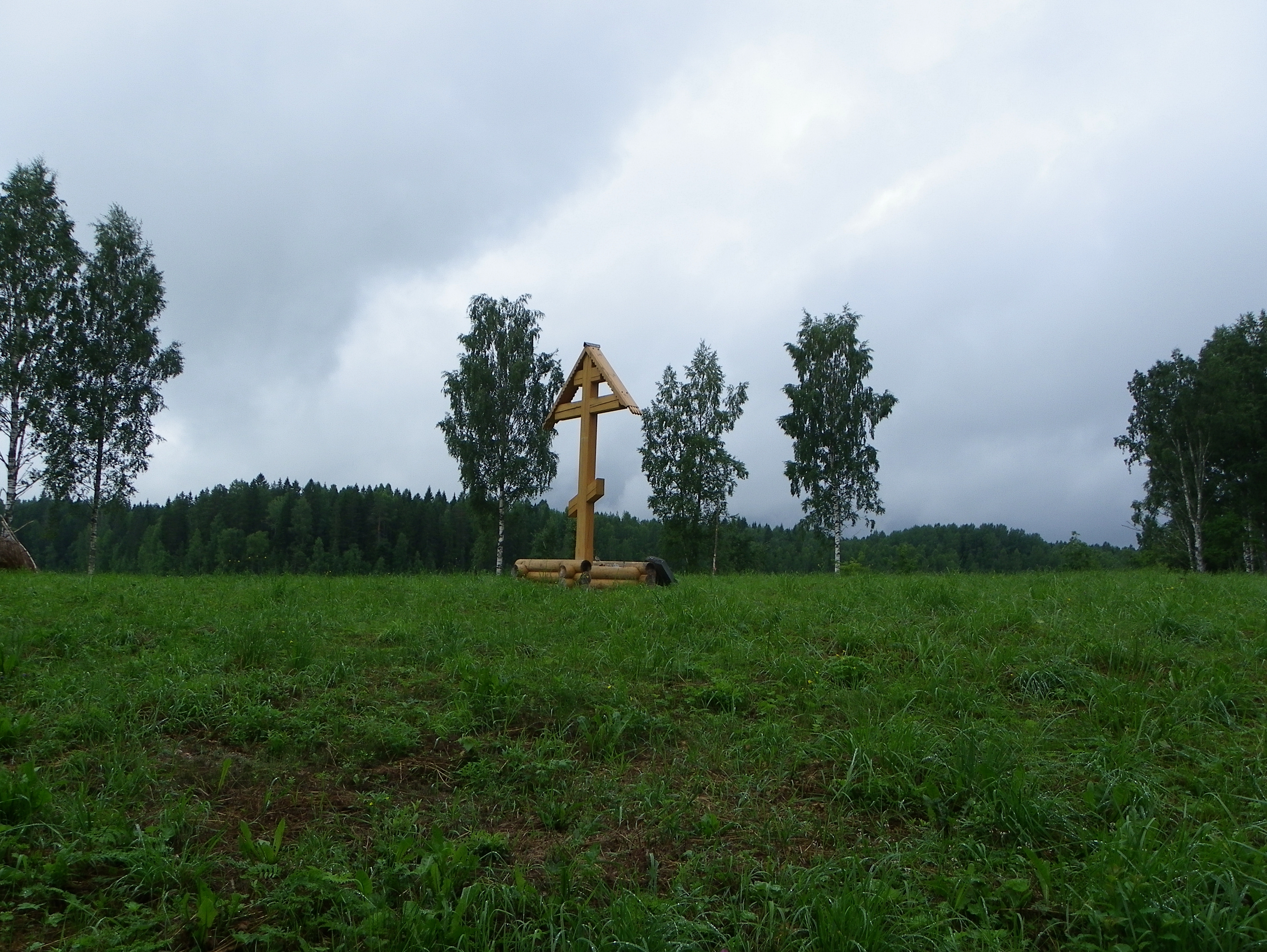
Сяндемская Успенская пустынь

В 1720 году обитель полностью сгорела и была отстроена заново. В 1723 году к обители были приписаны Андрусовская и Задне-Никифоровские пустыни, однако в 1764 году в результате секуляризационной реформы Екатерины II пустынь была закрыта. В 1802 году церкви упразднённой пустыни были приписаны к Туксинской приходской церкви, в 1821 году — к Андрусовской обители, что позволило возобновить монашескую жизнь.
Восстановлению и укреплению пустыни способствовал игумен Валаамского монастыря Иннокентий, выделивший денежные средства на восстановление пустыни. Иннокентий в 1827 году добился от Комитета министров выделения земли для восстанавливаемой Сяндемской пустыни. Старцем Иннокентием была приобретена для церкви Владимирская икона Божией Матери в серебряной ризе. Кроме того, графиня Анна Орлова-Чесменская украсила на свои средства ризницу церкви. В 1852 году тщанием валаамского игумена Дамаскина обитель получила икону валаамских чудотворцев Сергия и Германа. В 1879 году братия состояла из девятерых человек, земли было 75 десятин.
В 1902 году пустынь получила самостоятельность, однако доходы её были невелики, и в 1909 году пустынь была преобразована в женскую. Одной из целей пустыни стало просвещение местного карельского населения. В 1911 году в обители жили 18 человек.
После революции 1917 года пустынь была закрыта, её земли и имущество переданы образованному животноводческому совхозу. Часть сестёр вошла в православную общину деревни Сяндеба.
Во время Советско-финской войны (1941—1944) вблизи монастыря проходила линия фронта и все его здания были уничтожены.
В настоящее время Успенская Сяндемская пустынь возрождена как женский монастырь. Были возведены деревянный Троицкий храм, жилые и хозяйственные постройки.
В 2014 году на территории монастыря были обнаружены останки трёх советских воинов, погибших в период Советско-финской войны. Их прах был захоронен на территории обители.

## Храмы и часовни монастыря

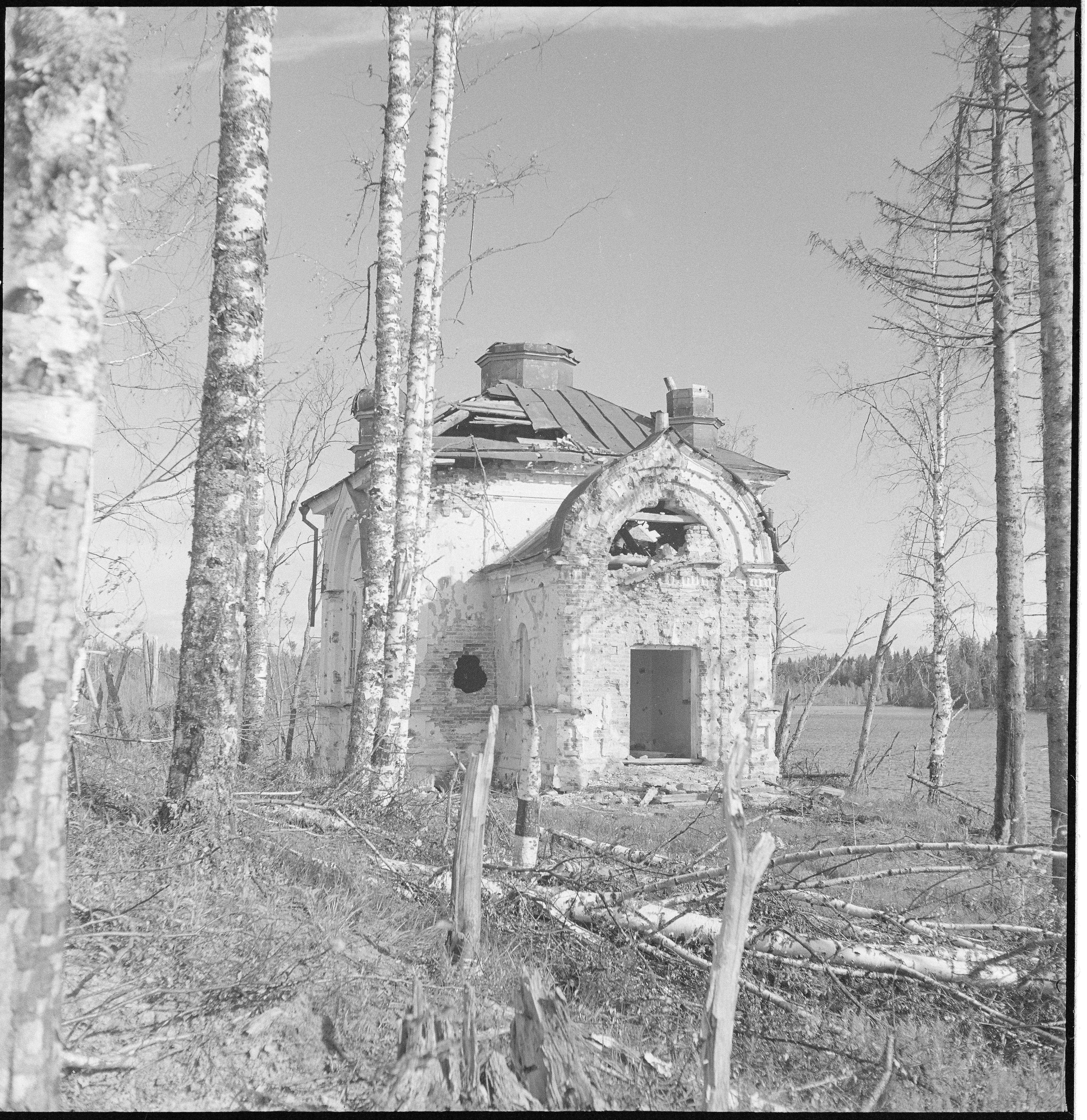
Храм, разрушенный в годы войны (1942 год)

- Деревянный во имя Пресвятой Троицы. Храм, выстроенный Афанасием Сяндемским в XVI веке. Сожжен в 1582 году шведами, восстановлен в начале XVII века. В советское время утрачен. В середине 2000-х годов вновь построен на другом месте[9].
- Деревянный во имя Успения Божией Матери с папертью и колокольней. В 1827 г. перестроен на средства, пожертвованные императором Николаем I. Не сохранился. 2 августа 2013 года митрополитом Петрозаводским и Карельским Мануилом был освящён фундамент строящегося Успенского храма[10].
- Каменный храм во имя Афанасия и Кирилла, патриархов Александрийских, в котором нетленно почивали под спудом мощи преподобного Афанасия, Сяндемского чудотворца. Вначале был деревянным, в 1720 году сгорел. При строительстве нового храма были обретены мощи Афанасия Сяндемского, которые помещены в церкви под спудом.

Во вновь отстроенной в 1865 г. церкви во имя святителей Афанасия и Кирилла Александрийских мощи преподобного Афанасия были помещены у стены за правым клиросом. В 1939 году храм был закрыт и передан Нурмольскому сельскому совету под клуб. Разрушен в годы Великой Отечественной войны.
- В начале XX века наряду с одноимённым храмом была деревянная часовня во имя Успения Божией Матери.

## Настоятели обители
- Афанасий Сяндемский
- Илья Схимник[11]
- Никандр, строитель, «чёрный поп» (упоминается в 1592 г.)
- Иосиф (1694)
- Лаврентий, игумен (1697)[12]
- Иосиф (1827—1835)
- Азарий (1871—1877)
- Антоний (1877—1878)
- Савватий (1878 г.)
- Геннадий, иеромонах, управляющий Андрусовским монастырём (с 1878 г.)
- Аркадий, иеромонах, управляющий Андрусовским монастырём (по 1884 г.)
- Азарий, иеромонах, управляющий Андрусовским монастырём (1884—1890)
- Зосима, иеромонах, заведующий пустыней[13]
- Сильвестр, иеромонах, управляющий Андрусовским монастырём (1890—1897 гг.)
- Иосиф, иеромонах, управляющий Андрусовским монастырём (с 1897 г.)
- Петр, строитель Сяндебской пустыни (подчинялся управляющему Андрусовским монастырём Сергию) (с 1899 г.)
- Сергий, иеромонах (1902—1903)
- Петр, заведующий, иеромонах (1904—1908)
- Порфирий, иеромонах (1908—1909)
- Евтихия, и.д. настоятельницы (1910)
- Евфросиния (1911—1917)[14]
- Елисавета (1918—1923)[15].
- игуменья Варвара (Иванова) (с 2011)[16]